# Émile Blessig
Pour les articles homonymes, voir Blessig.
Émile Blessig, né le 27 mai 1947 à Saverne où il est mort le 21 mars 2025,, est un avocat et homme politique français. Retiré de la vie politique depuis 2013, il a été député de la 7e circonscription du Bas-Rhin et maire de Saverne. Ancien membre de l'Union pour la démocratie française (UDF), il rejoint l'Union pour un mouvement populaire (UMP) en 2002.

## Biographie
Il est diplômé d'Études supérieures de sciences économiques, titulaire d'une licence en droit et diplômé de l'École nationale de la santé publique de Rennes. Il a exercé la profession d'avocat au barreau de Saverne jusqu'en 1998, date de son entrée à l'Assemblée nationale.
En 1998, il devient député à la suite de la démission d'Adrien Zeller, devenu président de la région Alsace, et dont il était le suppléant. En 2002, il est réélu au premier tour avec 54,5 % des voix, ainsi qu'en 2007 par 60,5 %.
Le 30 mars 2012, il annonce qu'il ne briguera pas de quatrième mandat de député aux élections législatives de juin 2012, et apporte son soutien à Patrick Hetzel. Ce dernier lui succède à partir de juin 2012 après une large victoire au second tour des législatives.
Le 13 mars 2013, il démissionne de son mandat de maire pour des raisons de santé, mettant ainsi fin à 25 années de vie publique.

## Mandats et fonctions
Mandats nationaux
- 1998-2012 : Député de la 7e circonscription du Bas-Rhin
- Président de l'Association de promotion et de fédération des pays (APFP)

Mandats départementaux
- 1988-2008 : Conseiller général du Bas-Rhin

Mandats locaux
- 1992-1998 : Président de la Communauté de communes de Saverne
- 1989-1995 : Adjoint au maire de Saverne
- 1995-2001 : Conseiller municipal de Saverne
- 2008-2013 : Maire de Saverne

## Travaux
- 2007 : Rapport à l'Assemblée nationale n°3557 sur le projet de Loi portant réforme de la protection juridique des majeurs.
- 2008 : Rapport à l'Assemblée nationale n°847 sur le projet de loi portant réforme de la prescription en matière civile.